# CF Возничего
CF Возничего (лат. CF Aurigae) — одиночная переменная звезда в созвездии Возничего на расстоянии (вычисленном из значения параллакса) приблизительно 5373 световых лет (около 1647 парсеков) от Солнца. Видимая звёздная величина звезды — от +15,7m до +15,3m.

## Характеристики
CF Возничего — красная пульсирующая медленная неправильная переменная звезда (LB) спектрального класса M. Эффективная температура — около 3284 К.